# Ehrenfriedersdorf
Ehrenfriedersdorf ist eine Stadt im Erzgebirgskreis in Sachsen (Deutschland). Durch die Stadt führt die Silberstraße.

## Geographie
Ehrenfriedersdorf liegt am oberen Lauf im Tal des Flusses Wilisch auf einer Höhe von rund 600 m. Im Westen befinden sich die Höhen der Greifensteine und im Osten der Sauberg sowie der Kalte Muff mit der Franzenshöhe (703 m).

### Nachbargemeinden
Folgende Gemeinden grenzen an Ehrenfriedersdorf (im Uhrzeigersinn, im Norden beginnend): Thum, Drebach, Thermalbad Wiesenbad, Tannenberg, Geyer und Zwönitz.

### Greifensteine
Die Greifensteine sind eine Felsformation im Erzgebirge im Waldgebiet zwischen den Ortschaften Geyer, Ehrenfriedersdorf, Jahnsbach und Thum auf dem Gebiet der Stadt Ehrenfriedersdorf. Sie erreichen eine Höhe von 732 m über dem Meeresspiegel und gelten als höchster Punkt auf Ehrenfriedersdorfer Flur. Die Felsengruppe mit der Naturbühne ist als Naturdenkmal überregional bekannt.

### Franzenshöhe
Die Franzenshöhe ist einer der höchsten Punkte der Stadt. Sie befindet sich in einem Wald (dem sogenannten Huuf-Buhsch) und ist daher von verschiedenen Aussichtspunkten nicht zu erkennen. Besonders auffällig sind die imposanten Felsformationen auf dem Gipfel.

## Geschichte

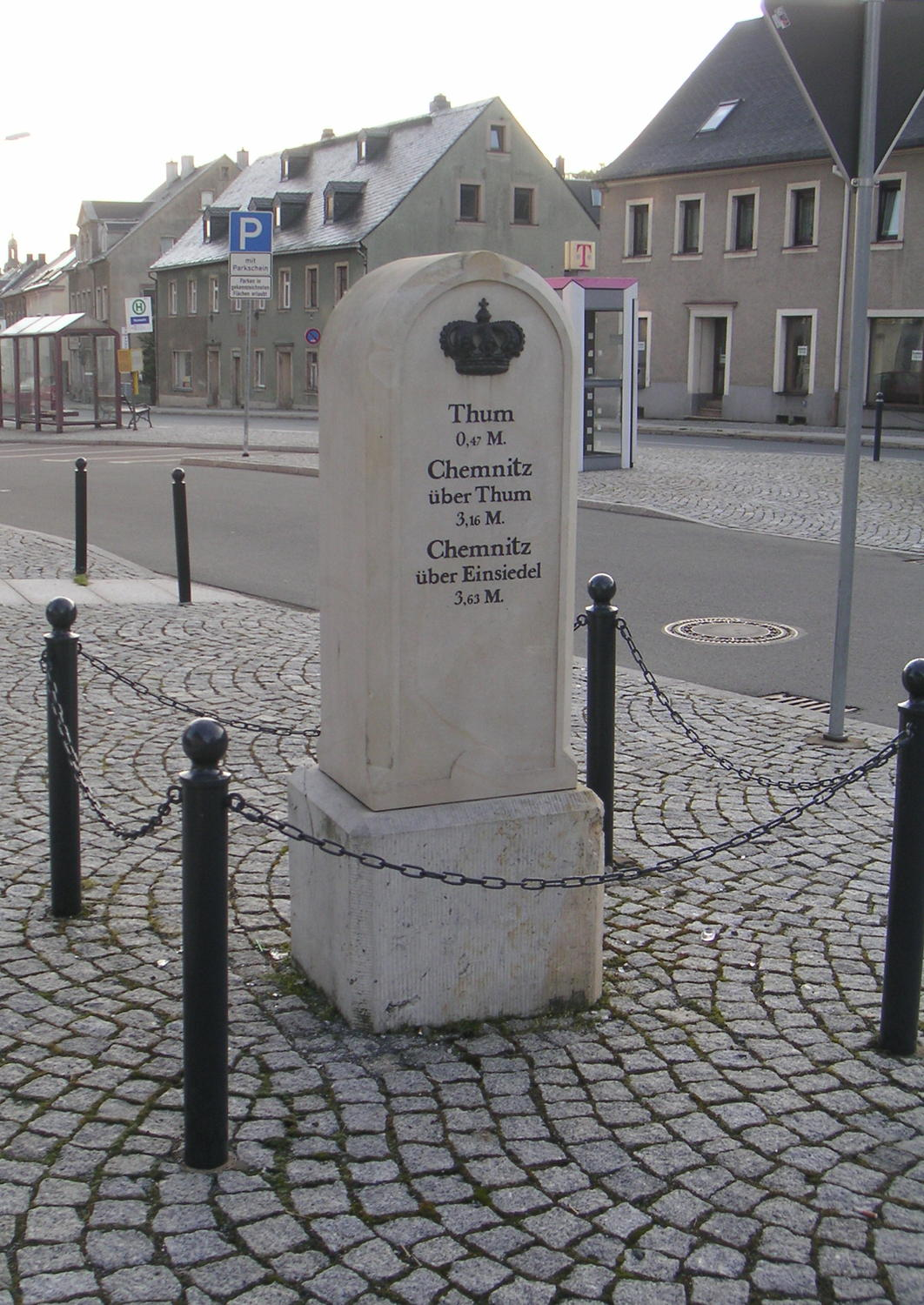
Historischer Poststationsstein im Ort am Neumarkt

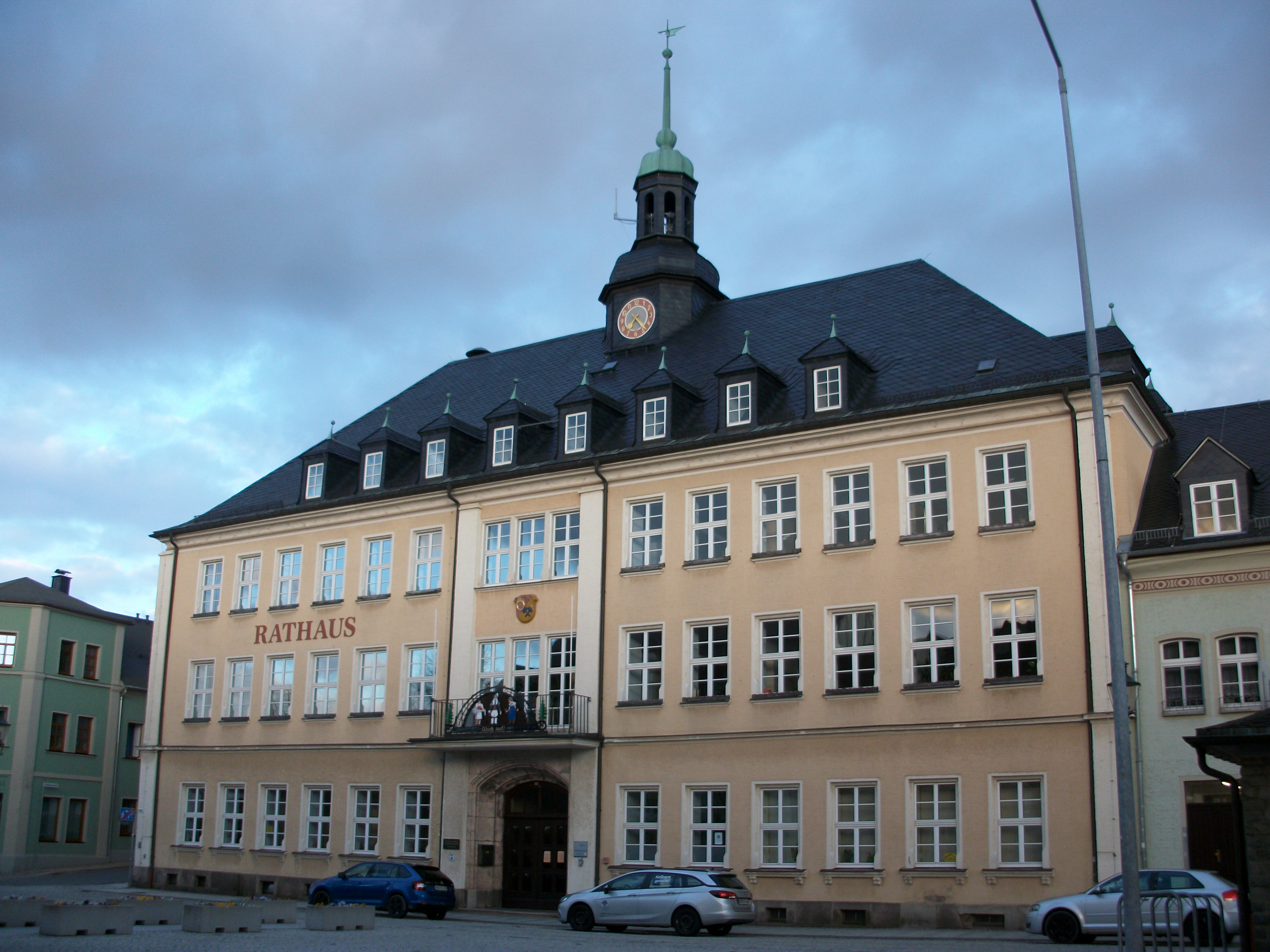
Rathaus Ehrenfriedersdorf

### Name
Der Linguist Ernst Eichler und der Namenkundler Hans Walther halten den Ort für Siedlung eines Irminfried, die erste Silbe dieses Namens habe sich zu ern gewandelt, später sei die erste Silbe als Ehre gedeutet worden. Eine Namensbildung aus dem althochdeutschen era (Ehre) sei nicht anzunehmen.

### Besiedlung und Bergbau
Ehrenfriedersdorf wurde wie auch das übrige Gebiet des mittleren Erzgebirges im 12. Jahrhundert besiedelt. Im 13. Jahrhundert kam es durch Funde von Zinn zum Aufschwung. 1339 wurde die Siedlung als Erinfritstorf erstmals urkundlich erwähnt. Mitte des 15. Jahrhunderts hatte der Ort volle Stadtrechte erhalten und galt als einer der reichsten im Erzgebirge.
Die Stadt besaß eine Sparkasse und ein Amtsgericht.

### Einwohnerentwicklung

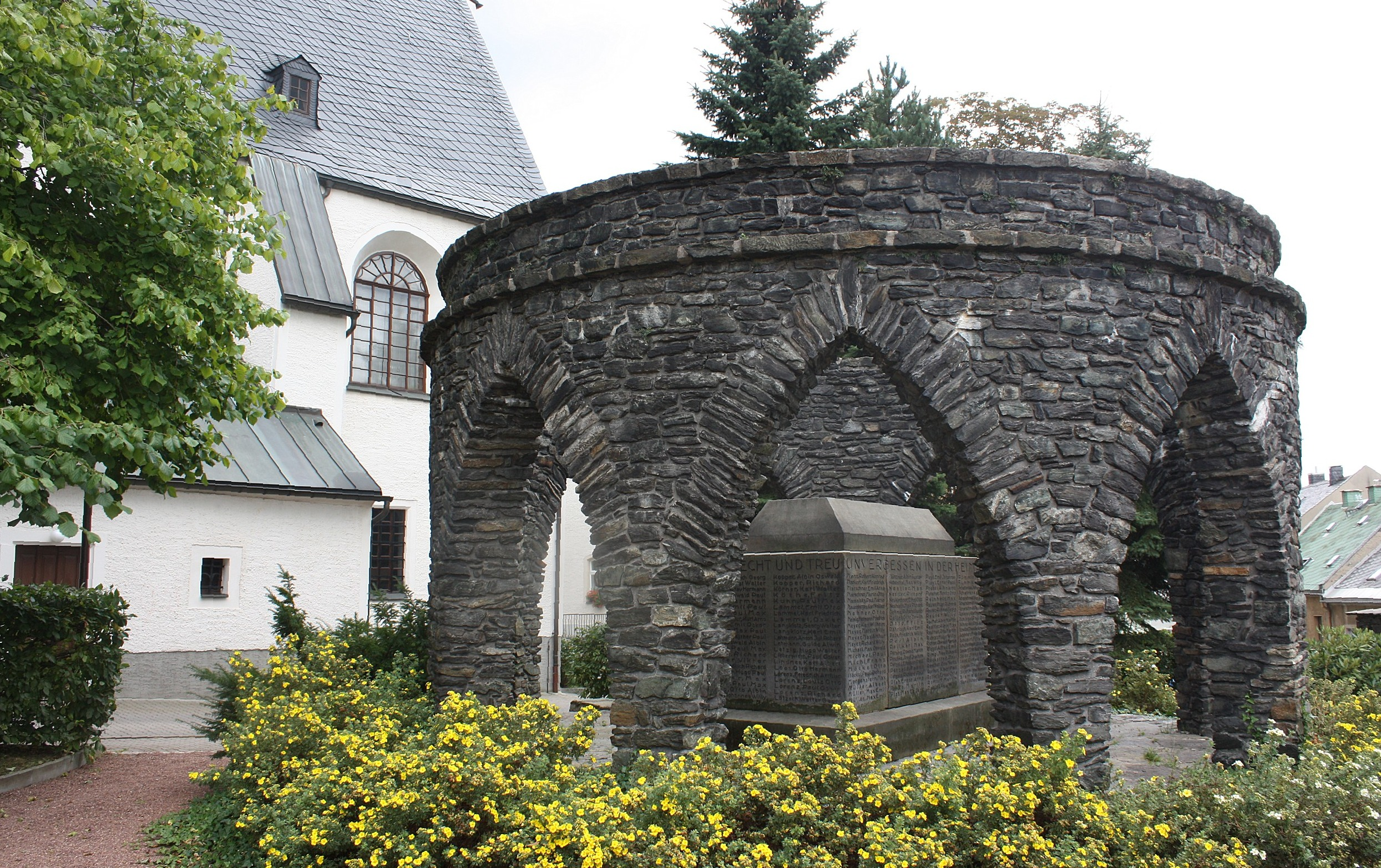
Denkmal für die Gefallenen des Ersten Weltkrieges

Am 3. Oktober 1990 zählte Ehrenfriedersdorf 6263 Einwohner. Die folgenden Einwohnerzahlen beziehen sich auf den 31. Dezember des jeweiligen Jahres:
| 1993 bis 1997 - 1993: 5.925 - 1994: 5.828 - 1995: 5.753 - 1996: 5.769 - 1997: 5.788 | 1998 bis 2002 - 1998: 5.727 - 1999: 5.672 - 2000: 5.576 - 2001: 5.520 - 2002: 5.524 | 2003 bis 2007 - 2003: 5.442 - 2004: 5.368 - 2005: 5.310 - 2006: 5.238 - 2007: 5.179 | ab 2009 - 2009: 5.094 - 2011: 4.991 - 2012: 4.915 - 2013: 4.892 |

 Quelle bis 2006: Statistisches Landesamt des Freistaates Sachsen
 Quelle 2007: Stadt Ehrenfriedersdorf (Stand: 31. Mai 2007)

## Gedenkstätten
- Denkmal neben der Kirche für die Gefallenen des Krieges 1870/71
- Gedenkstein am Sportplatz für die im Ersten Weltkrieg gefallenen Turner
- Gedenkstein für die Opfer des Nationalsozialismus an der August-Bebel-Straße als Erinnerung an sechs Gegner des NS-Regimes, die in Zuchthäusern und Konzentrationslagern ermordet wurden: Max Niklas, Kurt Leupold, Paul Weber, Max Neubert, Richard Bock und Milda Schreyer.
- Denkmal für die Gefallenen des Ersten und Zweiten Weltkrieges neben der Kirche
- Denkmal auf dem Friedhof für die vier verunglückten Bergleute beim Grubenunglück 1938: Paul Hennig, Friedrich Landmann, Erich Schneider, Fritz Seydel[3]
- Oswald-Barthel-Gedenkturm, zu Ehren Oswald Barthels und aller nachweislich seit dem 16. Jahrhundert verunglückten Bergleute des Bergreviers Ehrenfriedersdorf

## Politik
- Linke: 1
- FWBF: 10
- CDU: 5

### Stadtrat
Seit der Stadtratswahl am 9. Juni 2024 verteilen sich die 16 Sitze des Stadtrates folgendermaßen auf die einzelnen Gruppierungen:
- Freie Wähler – Bürgerforum: 10 Sitze
- CDU: 5 Sitze
- Linke: 1 Sitz

Vorsitzende des Stadtrates ist die Bürgermeisterin.
| Liste                      | 2024   | 2024   | 2019   | 2019   | 2014   | 2014   |
| Liste                      | Sitze  | in %   | Sitze  | in %   | Sitze  | in %   |
| -------------------------- | ------ | ------ | ------ | ------ | ------ | ------ |
| Freie Wähler – Bürgerforum | 10     | 63,2   | 8      | 46,2   | 5      | 25,2   |
| CDU                        | 5      | 32,6   | 7      | 44,2   | 9      | 46,3   |
| Linke                      | 1      | 4,3    | 1      | 9,7    | 1      | 8,9    |
| SPD                        | –      | –      | –      | –      | 1      | 8,8    |
| NPD                        | –      | –      | –      | –      | –      | 4,4    |
| FDP                        | –      | –      | –      | –      | –      | 3,4    |
| Röder                      | –      | –      | –      | –      | –      | 3,0    |
| Wahlbeteiligung            | 69,6 % | 69,6 % | 64,8 % | 64,8 % | 56,5 % | 56,5 % |

### Bürgermeister
- 1988–1990: Rolf Neumann
- 1990–1994: Klaus Meinig (CDU)
- 1994–2015: Frank Uhlig (SPD)
- seit 2015: Silke Franzl

| Wahl | Bürgermeister | Vorschlag | Wahlergebnis (in %) |
| ---- | ------------- | --------- | ------------------- |
| 2022 | Silke Franzl  | Franzl    | 99,6                |
| 2015 | Silke Franzl  | FWBF      | 53,5                |
| 2008 | Frank Uhlig   | Uhlig     | 99,1                |
| 2001 | Frank Uhlig   | SPD       | 78,9                |
| 1994 | Frank Uhlig   | SPD       | 65,7                |

### Wappen
Blasonierung: „Rot-gold schräglinks geteilt; oben ein goldener Ring mit blauem Stein, unten gekreuzte blaue Schlägel und Eisen.“
Das Stadtwappen zeigt den Siegelring der Waldenburger Herrschaft, zu der Ehrenfriedersdorf einst gehörte. Hammer und Schlägel sind das bekannte Symbol für den Bergbau, der die Stadt jahrhundertelang prägte.

### Städtepartnerschaften
- Burgkunstadt im Landkreis Lichtenfels, Bayern
- Podbořany, Tschechien

## Sehenswürdigkeiten, Kultur und regelmäßige Veranstaltungen
- siehe auch: Liste der Kulturdenkmale in Ehrenfriedersdorf

### Naturschutz
- Siehe auch: Liste der Naturdenkmale in Ehrenfriedersdorf

### St.-Niklas-Kirche

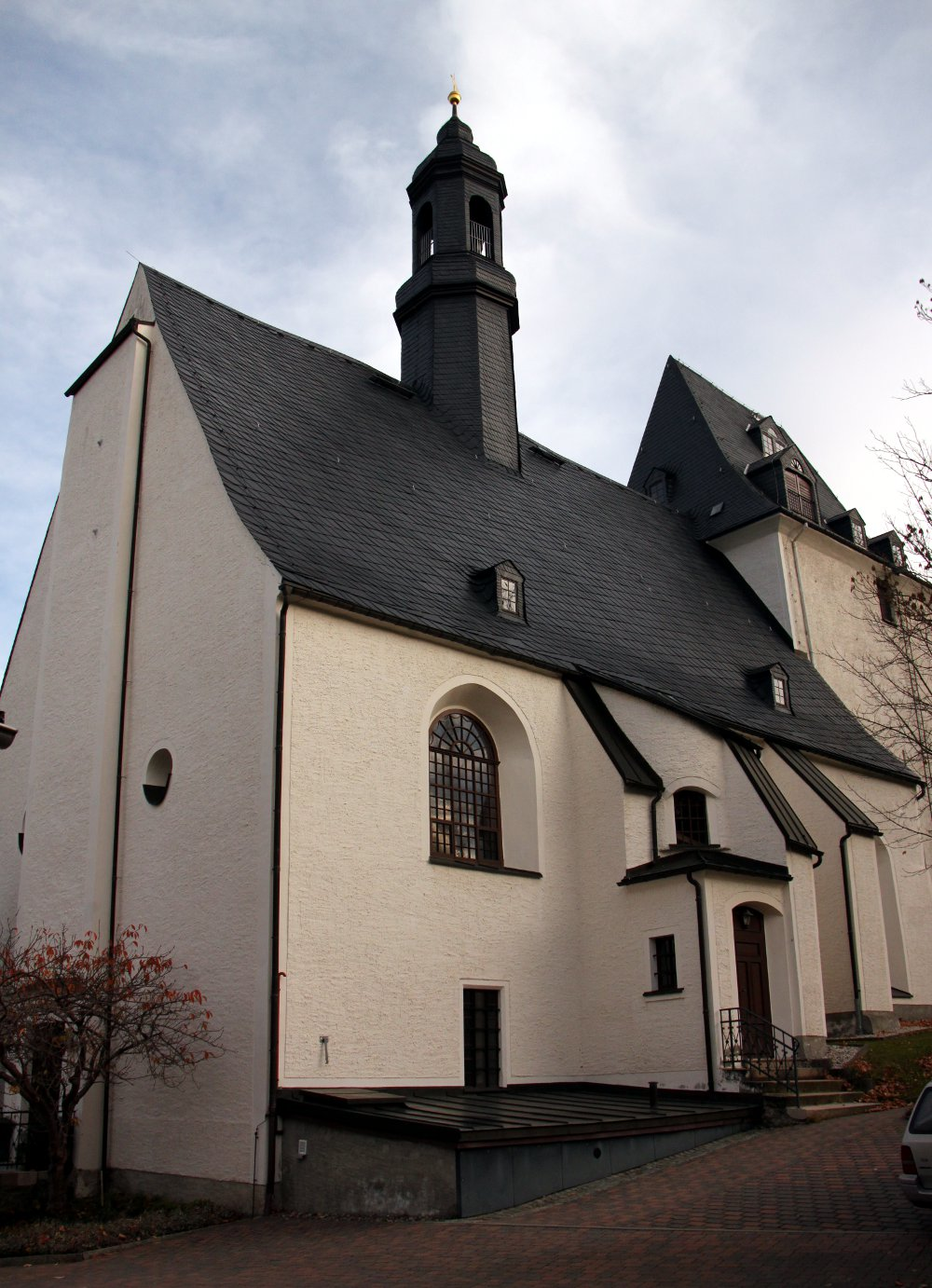
St.-Niklas-Kirche

Kostbarstes Kunstwerk der St.-Niklas-Kirche ist der im Jahre 1507 hier aufgestellte und bis 1512 vervollständigte spätgotische Schrankaltar, der zweimal gewandelt (geschlossen) werden kann. Der durch den Bergbau hervorgerufene Wohlstand der Stadt wird unter anderem daran sichtbar, dass die Kirche es sich leisten konnte, den großen Meister HW (Hans Witten) zu verpflichten, den Altar zu gestalten. Als Material verwendete er Lindenholz. Bis in die äußersten Spitzen des Gesprenges besteht der Altar aus Holz.

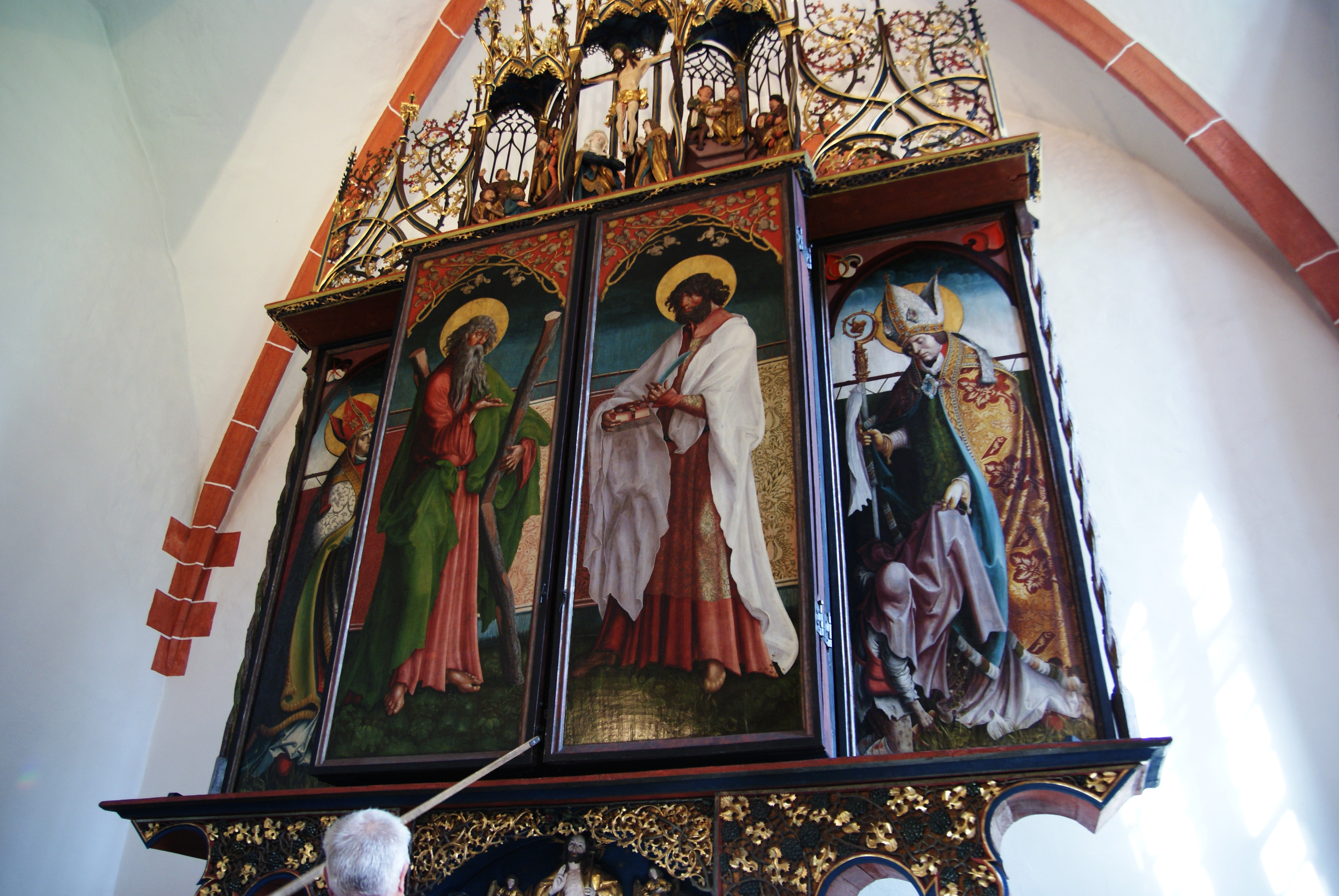
Alltagsseite
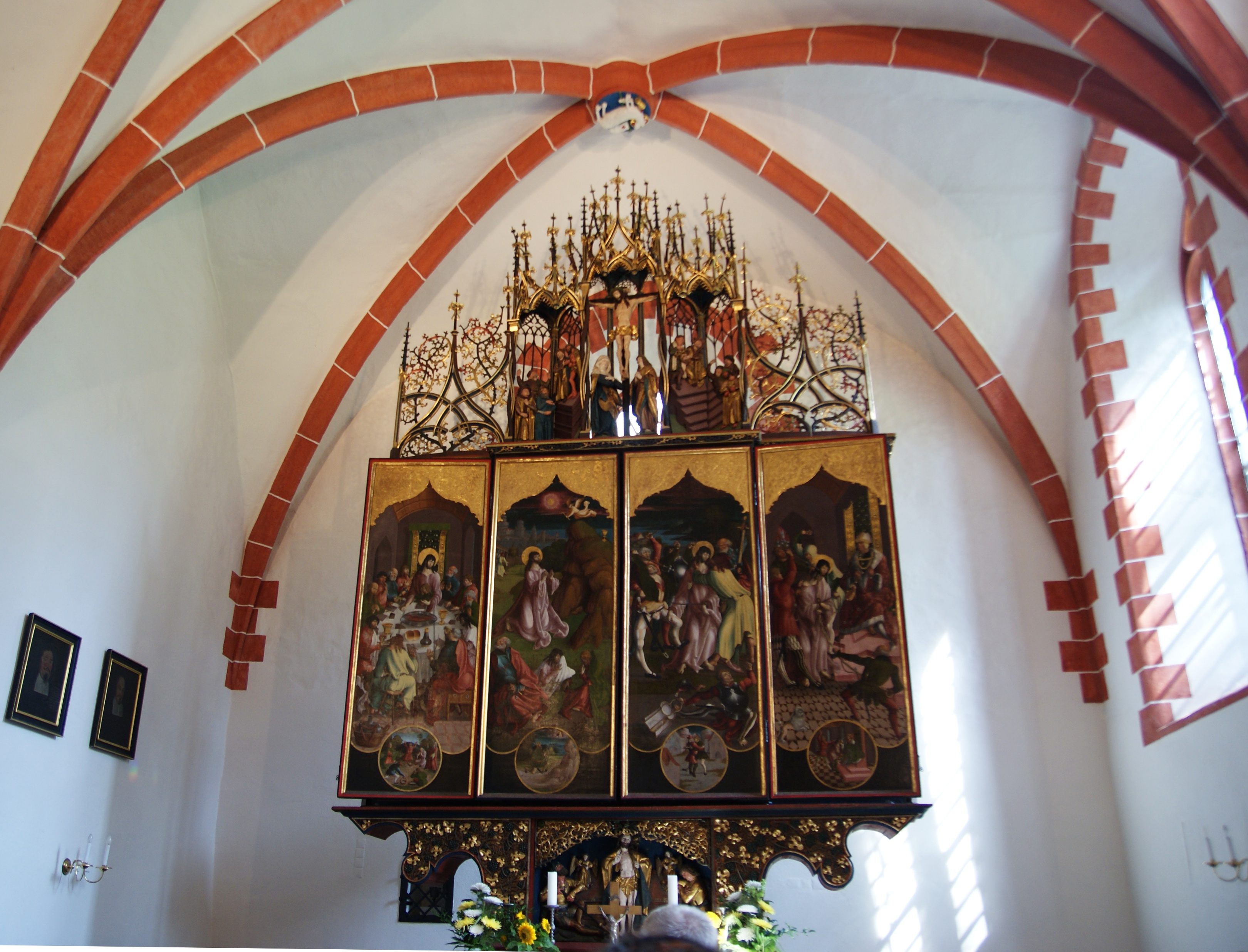
Sonntagsseite
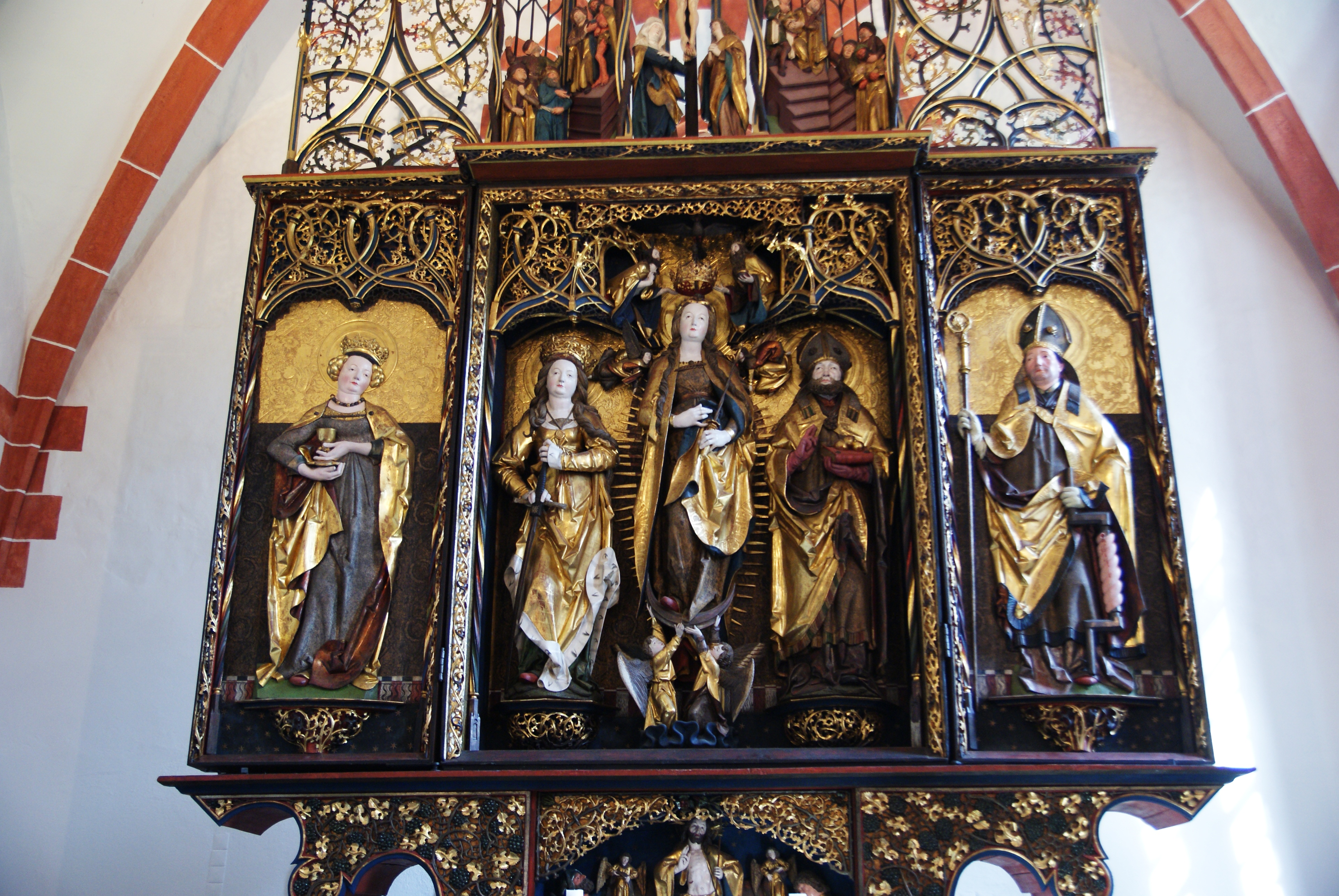
Festtagsseite

### Denkmal auf dem Markt
Denkmalsbrunnen (Triumphbogen) mit ortshistorischer und baugeschichtlicher Bedeutung.

### Museen
Auf dem Sauberg befindet sich im ehemaligen Zinnbergwerk die Zinngrube Ehrenfriedersdorf, ein Besucherbergwerk mit mineralogischem Museum. Dort wird dargestellt, wie bis 1990 industriell Zinn abgebaut wurde. Die Beschaffenheit der Stollen entspricht dem damaligen Stand. Das Besucherbergwerk und Museum ist Teil des Zweckverbandes Sächsisches Industriemuseum.
Die Bergbaulandschaft Ehrenfriedersdorf ist Bestandteil der Montanen Kulturlandschaft Erzgebirge/Krušnohoří und gehört zum UNESCO-Welterbe Montanregion Erzgebirge.

### Musik
Im Jahr 1973 wurde die Erzgebirgsgruppe Ehrenfriedersdorf gegründet, ein Ensemble, das sich der Pflege der erzgebirgischen Mundart verschrieben hat und mit zu den populärsten Vokalformationen der Region gehört. Zahlreiche Radio- und Fernsehauftritte machten die Gruppe bereits zu DDR-Zeiten überregional bekannt. Nach der politischen Wende folgten auch Tourneen in die USA.
Der Bergmännische Musikverein wurde 1982 als Kinder- und Jugendblasorchester gegründet. Er ist Bewahrer und Hüter einer langen Berg- und Blasmusiktradition in der alten Bergstadt Ehrenfriedersdorf.

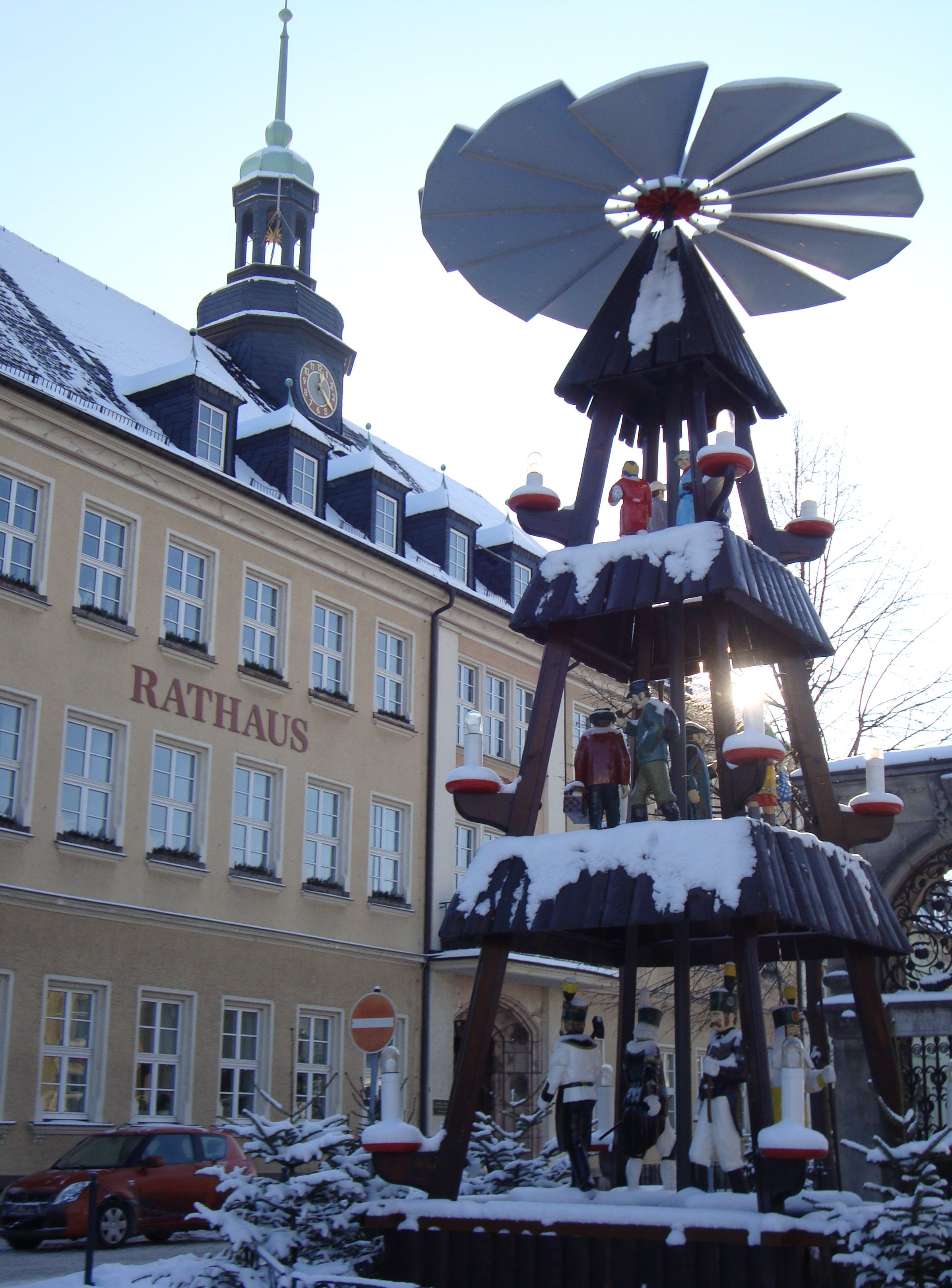
Ortspyramide auf dem Markt zur Weihnachtszeit

### Theater
Anfang der 1990er Jahre wurde in Ehrenfriedersdorf das Mundarttheater am Greifenstein e. V. gegründet. Diese Theatergruppe übernahm die Tradition des Mettenspiels bei der Mettenschicht, welche bis dahin von den Angehörigen der Bergbruderschaft, in den Gebäuden des ehemaligen Zinnerzbergwerks Sauberg, durchgeführt wurde. Die Ehrenfriedersdorfer Mettenschicht zeichnet sich neben dem Gedenken an die verunglückten Bergleute durch das volkstümliche Theaterstück, welches vom Mundarttheater aufgeführt wird, aus.

### Regelmäßige Veranstaltungen
Seit etwa 1991 gibt es die jährlichen Feste zum Maibaumumsetzen und einem Hexenfeuer am 30. April auf dem Festplatz hinter der Feuerwehr. Außerdem findet zum Berghauptquartal (eine Woche nach Ostern) ein Bergaufzug der Berggrabebrüderschaft Ehrenfriedersdorf e. V. statt.
Am zweiten Montag im September wird das Kirchweihfest gefeiert und am Wochenende davor gibt es einen Krimismarkt. In der Weihnachtszeit wird das Pyramidenanschieben von den Einwohnern und Gästen feierlich zelebriert und nach dem 1. Advent gibt es bis Weihnachten drei Mal in der Woche das Turmblasen. Am Heiligen Abend ist früh 6 Uhr der Bergaufzug zur Mettenschicht auf dem Sauberg mit der Berggrabebrüderschaft e. V. und dem Bergmännischen Musikverein e. V.

## Wirtschaft und Infrastruktur

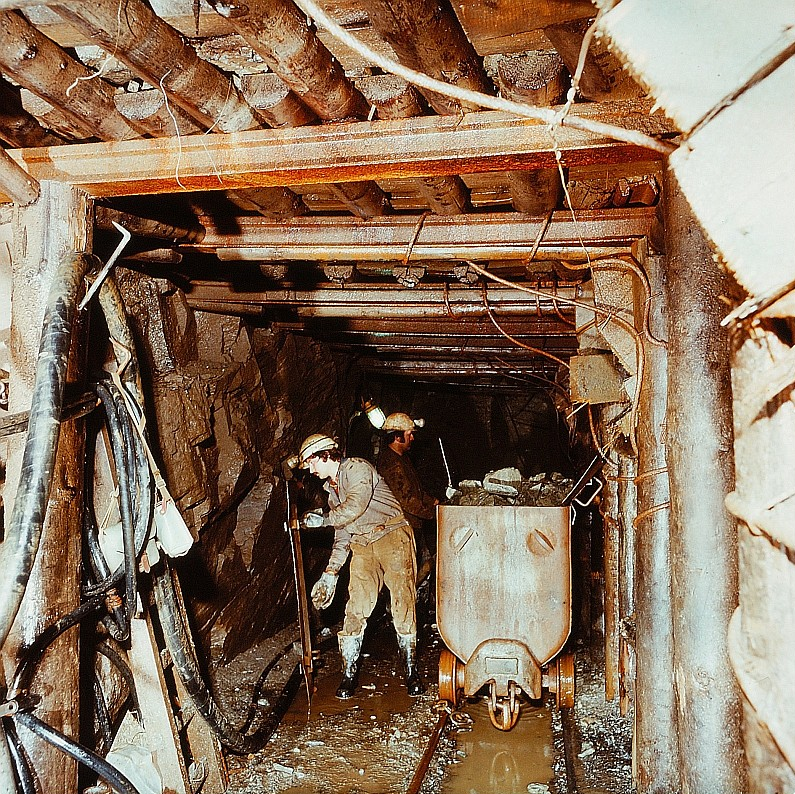
Zinnbergbau in Ehrenfriedersdorf (1980)

Von der Mitte des 13. Jahrhunderts bis 1990 wurde in Ehrenfriedersdorf Zinn abgebaut. Nach der deutschen Wiedervereinigung war eine Wirtschaftlichkeit nicht mehr gegeben. In der Folgezeit wurde das Bergwerk für Besucher umgebaut. Ein integrierter und wissenschaftlich erforschter Heilstollen bietet zahlreiche Therapien an, unter anderem für Atemwegserkrankungen. (derzeit geschlossen)
Die Firma Nestler Feinkartonagen mit 50 Mitarbeitern stellt seit 1894 Zuckertüten her, jährlich ca. zwei Millionen Stück.
Durch Ehrenfriedersdorf führt die Bundesstraße 95. 1886 wird die Bahnlinie Wilischtal – Ehrenfriedersdorf eröffnet, mit einem Endbahnhof und einer Bahnmeisterei hier bis 1906. Zwischen 1906 und 1967/68 hatte der Ort einen Bahnhof und einen Haltepunkt an der Schmalspurbahn Schönfeld-Wiesa–Meinersdorf.
Ehrenfriedersdorf war bis 2018 staatlich anerkannter Erholungsort.